# Frederic Vidal i Puig
Frederic Vidal i Puig (Barcelona, 1882-1950) fue un artesano ebanista catalán.
Hijo del también ebanista Francesc Vidal i Jevellí, heredó el trabajo de su padre, pero adaptándose a los nuevos tiempos y a los nuevos gustos de la clientela de la época. Se formó en la Cloisonné Glass Company de Londres, llevando el taller de su padre a una técnica inusual en la Barcelona de aquellos tiempos. Del taller de su familia salieron diferentes mueblistas y decoradores como Antoni Rigalt i Blanch, Gaspar Homar o Santiago Marco, discípulos todos de la Casa Vidal.
Se puede ver una paraviento suyo en el Museo Nacional de Arte de Cataluña, que se realizó aproximadamente entre 1899 y 1904 para la casa del señor Eusebio Bertrand i Serra en el paseo de la Bonanova de Barcelona.